# Викус (культура)

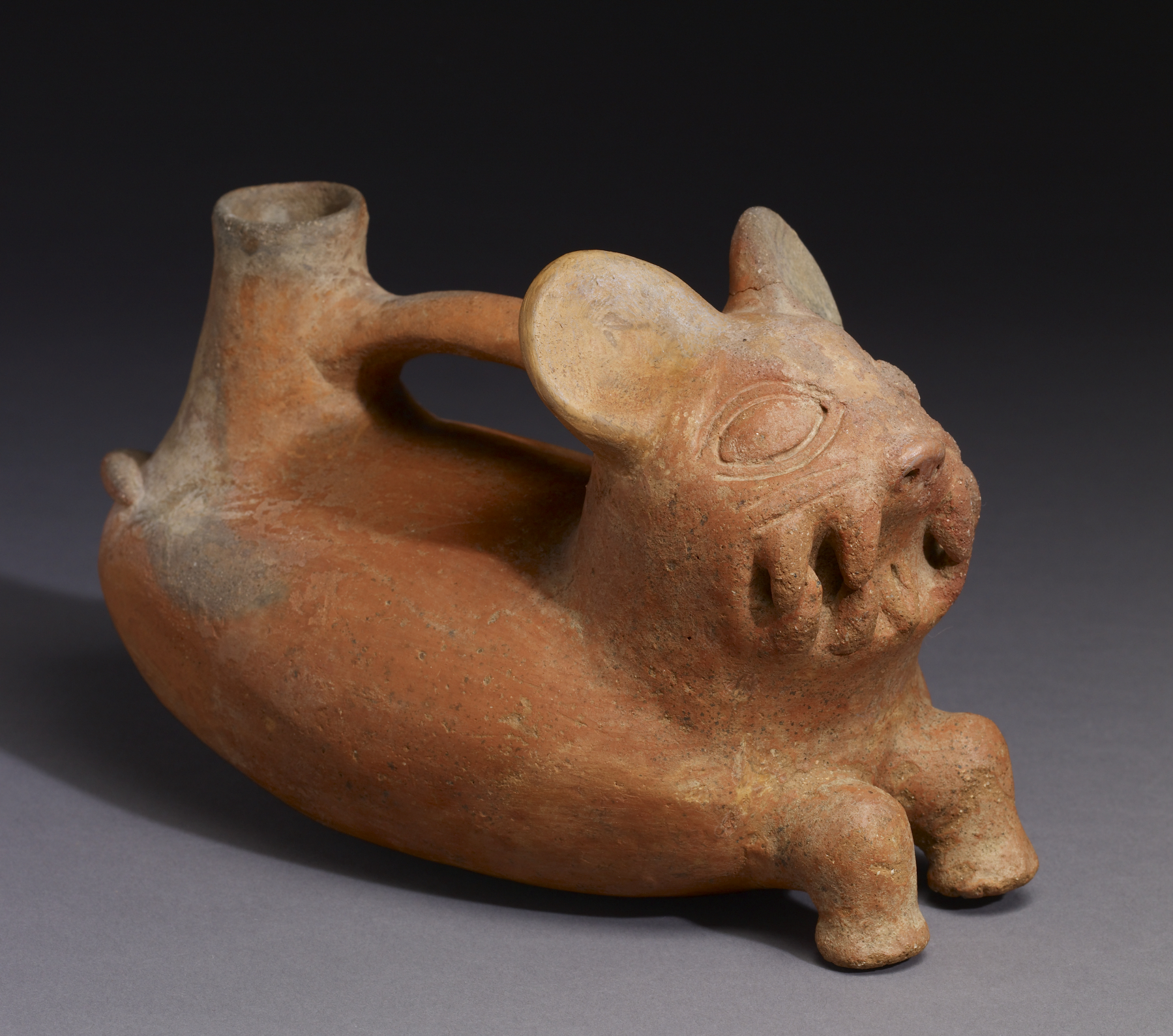

Культура Вику́с (по названию небольшого посёлка на севере Перу в 40 км на восток от города Пьюра) — археологическая доколумбова культура, датируется периодом примерно 5 в. до н. э. — 6 в. н. э., принадлежит к «классическим» доколумбовым культурам. Область распространения данной культуры пока определена недостаточно чётко; центр её находился предположительно в долине Пьюра; распространялась на север до территории современного Эквадора, а на юг — до долины Ламбайеке. Возможно, является дальнейшим развитием Чавинской культуры.

## Искусство
Богатство и разнообразие искусства культуры Викус, которое было открыто в 1960-е гг. по случайности, в результате разграбления сотен могил, позволяет предположить, что в нём представлены как минимум две традиции — одна происходившая с территории современного Эквадора, другая — местная:
- первая традиция, Викус-Викус, близкая эквадорскому стилю, характеризуется керамикой примитивного исполнения, и/или непропорциональностью изображений людей и животных, неверными представлениями о природных объектах. Окраска также примитивна — это тёмные полосы от копчения по фону, раскрашенному белой краской.
- вторая традиция, Викус-Моче, по фактуре и формам напоминает стиль культуры Моче (Мочика). Как считает перуанский археолог Луис Лумбрерас, мочика, чья социальная и политическая структура была более развитой, могли подчинить себе народ Викус и навязать ему свой «официальный» стиль искусства. Регион Викус в то время являлся перекрёстком торговых путей между севером Перу, югом Эквадора и югом Колумбии. Такие контакты оказали влияние на металлургическое производство культуры Викус, в особенности в обработке меди, сплава бронзы с мышьяком и томпака, из которых были изготовлены многочисленные предметы и украшения, в которых ощущается влияние различных стилей как к северу, так и к югу от культуры Викус.